# Marangoni
Marangoni (вимовляється Марангоні) — італійська компанія з виробництва, відновлення, переробки і дистрибуції автомобільних шин.

## Історія
Компанія створена у 1950 році як мережа з продажу автомобільних шин. До середини 1980-х група досягає лідируючих позицій на європейському ринку відновлення шин і нарощує можливості в галузі виробництва обладнання для шинної промисловості. У 1990-х розпочало діяльність підприємство з випуску власних шин, втілюються розробки з виробництва електроенергії при переробці старих шин. У 2000-х компанія виходить на світовий рівень, відкриваються заводи та філії у Бразилії та США.

## Структура
Компанія працює в різних секторах шинної промисловості, за які відповідають відповідні структурні підрозділи:
- шиновідновлювальні системи (Marangoni Tread Spa);
- шини для легкових автомобілів (Marangoni Tyre Spa);
- вантажні шини та шини для промисловості (Marangoni Pneumatici Spa);
- устаткування та технології (Marangoni Meccanica Spa);
- дистрибуція (Pneusmarket Spa).

## Продукція
| Назва шини           | Сезонність | Роки виробництва  | Застосування         | Діаметр | Примітки |
| -------------------- | ---------- | ----------------- | -------------------- | ------- | -------- |
| Marangoni M-Power    | літо       | з 2010            | легкові, позашляхові | 19″-20″ |          |
| Marangoni Mythos     | літо       | з 2005            | легкові              | 17″-19″ |          |
| Marangoni Verso      | літо       | з 2006            | легкові              | 14″-17″ |          |
| Marangoni Zeta Linea | літо       | з 2003 або раніше | легкові              | 15″-17″ |          |
| Marangoni e-logic    | літо       | з 2008            | легкові              | 13″-14″ |          |